# Sue Gardner
Sue Gardner (Port Hope, 11 maggio 1967) è una giornalista canadese.
Dal 2007 al 2014 è stata direttore generale di Wikimedia Foundation a San Francisco. In precedenza è stata la direttrice della Canadian Broadcasting Corporation.

## Vita e carriera
Sue cresce a Port Hope, Ontario, in Canada, figlia di un ministro della Chiesa Anglicana e di una dirigente scolastica.
Dopo la laurea in giornalismo presso la Ryerson University, la Gardner intraprese la sua carriera negli anni novanta presso la radio Canadian Broadcasting Corporation, con il programma As It Happens, lavorando come produttrice, reporter e documentarista per la CBC Radio, dedicandosi alle news sull'attualità, sulle questioni sociali e sulla cultura pop. Nel marzo del 2006 succede a Claude Galipeau come direttore della divisione sviluppo web della CBC.ca.
Nel maggio 2007, Gardner si dimise dalla CBC, e poco dopo iniziò a collaborare con la Wikimedia Foundation come consulente per la gestione e la politica. Nel dicembre dello stesso anno le venne affidato il ruolo di Direttore Esecutivo della Fondazione. Nel corso dei due anni successivi, ha supervisionato la crescita del personale tra cui l'aggiunta di un team per la raccolta fondi.
Nel mese di ottobre del 2009, Sue Gardner è stata nominata dall'Huffington Post come uno tra i migliori dieci media game changers of the year per l'impatto sui media che ha avuto la Wikimedia Foundation.
Il 27 marzo del 2013 Sue Gardner ha annunciato pubblicamente la sua intenzione di dimettersi dal ruolo di direttrice di Wikimedia Foundation. Nel giugno 2014 la ha sostituita Lila Tretikov.